# Хронологія війни між Ізраїлем та Хамасом
Нижче наведено список подій під час ізраїльсько-хамасівської війни з жовтня 2023 року.

## 2023

### Жовтень

#### 7 жовтня

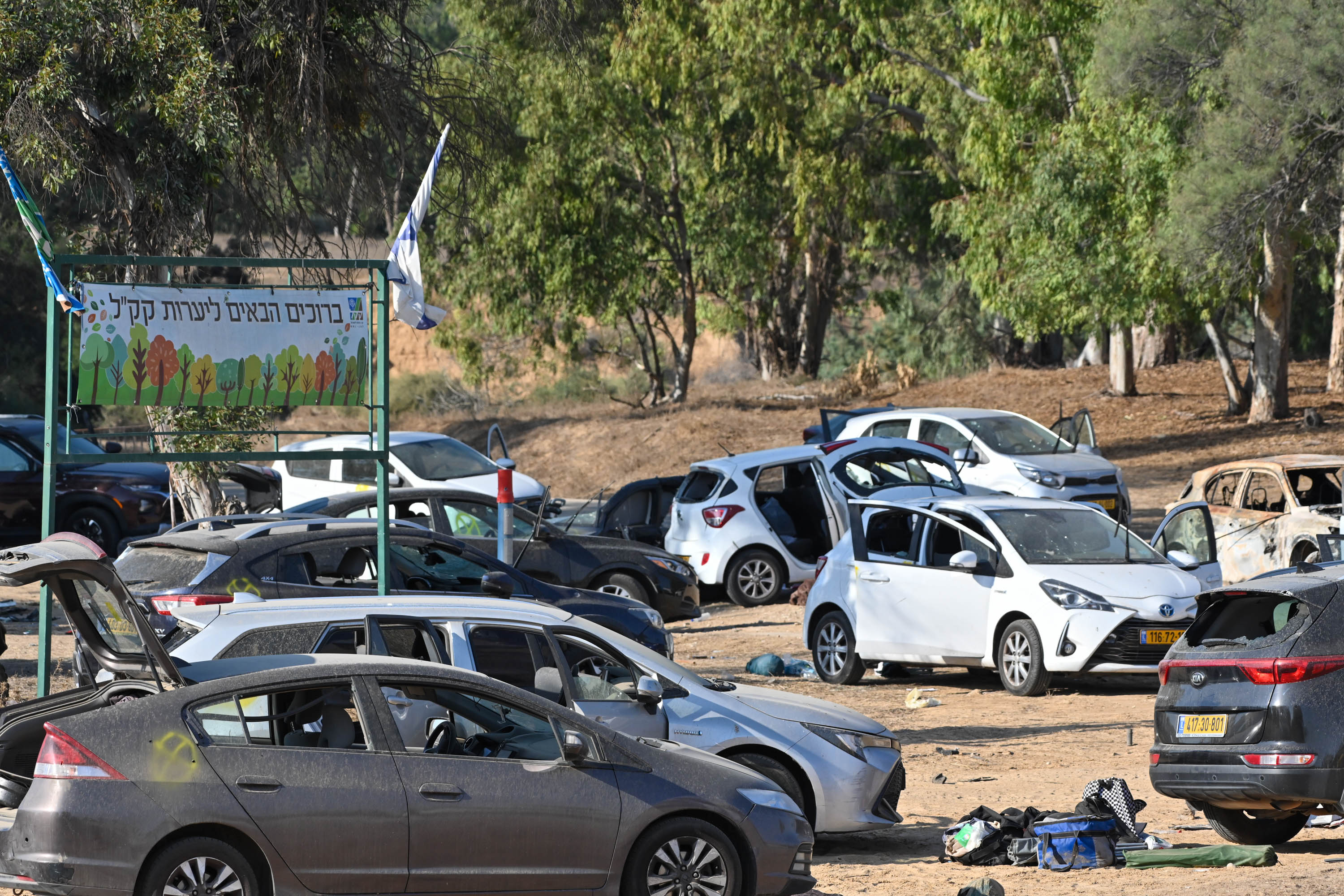
Покинуті та спалені автомобілі учасників музичного фестивалю «Supernova Sukkot Gathering»

О 6:30 в суботу і день іудейського свята Сімхат Тора бойовики палестинських збройних угруповань, найбільшим з яких є ХАМАС, вторглися до Ізраїлю з сектора Газа, прорвавши бар'єр між сектором Газа та Ізраїлем і проникнувши в сусідні та на військові об'єкти. Вторгнення почалося рано вранці 7 жовтня з ракетного обстрілу Ізраїлю із сектора Газа (від 2,5 до 5 тис. ракет), внаслідок чого загинули щонайменш п'ятеро людей, та подальшого проникнення понад 2500 бойовиків із землі, моря та повітрям на ізраїльську територію, включаючи прикордонні кібуци та місто Сдерот. Хамас заявив, що напад був здійснений у відповідь на «осквернення головної мечеті аль-Акса", 16-річну блокаду сектора Гази, привласнення палестинської власності, ізраїльську колонізацію на спірних (окупованих) територіях та насильство колоністів.
Ізраїльські ЗМІ повідомили, що сім селищ опинилися під контролем ХАМАСу, включно з Нахаль-Оз, Кфар-Аза, Маген і Суфа. Повідомлялося, що поліцейська дільниця Сдерота перейшла під контроль ХАМАСу, як і контрольно-пропускний пункт Ерез, що дозволило бойовикам потрапити в Ізраїль з Гази.
О 07:00 Музичний фестиваль Supernova біля світського кібуца Реїм зазнав нападу бойовиків ХАМАСу. З приблизно 3000 осіб, які були присутні на фестивалі, щонайменше 260 було вбито, а багато інших викрадено.
Міністр енергетики Ізраїлю Ісраель Кац наказав повністю зупинити постачання електроенергії до Сектору Гази (Сектор Гази отримує електроенергію з трьох джерел: Ізраїлю, Єгипту та власне виробництво. Ізраїль забезпечує понад 60 % загального обсягу).
Ізраїльські літаки розбомбили будинок ватажка ХАМАСу Єхії аль-Сінвара в Хан-Юнісі на півдні Сектора Газа.
О 14:29 Сполучені Штати зробили свою першу заяву через Раду національної безпеки, в якій засудили терористичну атаку ХАМАСу та підтвердили підтримку США Ізраїлю.
Увечері міністр оборони Ізраїлю Йоав Ґалант заявив, що армія Ізраїлю поновила контроль над більшістю населених пунктів на півдні країни, біля Сектору Гази, куди раніше проникли бойовики ХАМАСу, серед яких Сдерот, Суфа, Керем-Шалом, Нірім, Натів-га-Асара, Нір-Оз, Нахаль-Оз, Хуліт, Нір-Ам, Нір-Іцхак, Маген та Урім.
Станом на 22:00 Ізраїль підтвердив понад 1450 поранених громадян і щонайменше 250 загиблих. Також палестинські бойовики за перший день війни полонили чи взяли в заручники та вивезли до Гази щонайменше 248 людей, включаючи понад 120 цивільних, з яких 32 дитини, 24 іноземці та 28 осіб з множинним громадянством. 80 інтернованих осіб пізніше обміняно, 29 звільнені, 1 військовий врятований, а щонайменше 57 осіб загинули внаслідок ізраїльських авіаударів, 3 тіла ідентифіковані.

#### 8 жовтня
Армія оборони Ізраїлю оголосила, що закликала до 300 000 резервістів і прагне ліквідувати військовий потенціал ХАМАСу та покласти край його пануванню над сектором Газа.
Посольство України в Ізраїлі інформує про загибель двох українських громадян на території держави. Вживаються відповідні заходи для організації репатріації тіл загиблих до України. Внаслідок ракетної атаки по Єрусалиму, ХАМАС влучив ракетою по мечеті імені Ахмата Кадирова, яка була відкрита Рамзаном Кадировим.
В Газі було знищено одного з лідерів ХАМАС Аймана Юніса, його тіло було знайдено під руїнами його будинку в Газі.
Білий дім заявив, що Президент США Джо Байден наказав надати «додаткову підтримку» Ізраїлю. Подробиць щодо неї поки немає. Американські ЗМІ пишуть, що Ізраїль запросив у Сполучених штатів «специфічні види озброєння», і США працюють над запитом. Згодом країна погодила військову допомогу на запит Ізраїлю.

#### 9 жовтня
ХАМАС атакував головний ізраїльський аеропорт імені Бен-Гуріона. Також у ХАМАСі заявили, що випустили 100 ракет у напрямку Ашкелону. Одна з ракет влучила у двоповерховий будинок, унаслідок чого постраждала 8-річна дитина.
Арабські медіа пишуть, що кількість загиблих збільшилася до понад 490 з палестинської сторони, ще близько 2 300 поранені.
Приблизно о 21:50 представник ХАМАСу заявив, що вони готові до переговорів з Ізраїлем.
Нетаньягу сказав, що Ізраїль тільки почав завдавати ударів по ХАМАСу: 
«Ми завжди знали, що таке ХАМАС. Тепер знає світ. ХАМАС — це ІДІЛ». «Вони хотіли війну? Вони отримають війну. Ми перетворимо Сектор Гази на руїни».

#### 10 жовтня
Лідер хуситів Абдель-Малек аль-Хуті заявив, що будь-яка інтервенція Сполучених Штатів Америки в Газу призведе до інтервенції хуситів.
Армія оборони Ізраїлю заявила, що ліквідувала «міністра економіки» ХАМАС Джавада Абу Шамала, крім того, військові ЦАХАЛу убили Закарію Абу Маамра — одного з високопосадовців Політбюро ХАМАС та голову «міністерства національних відносин» руху.
Міністр національної безпеки Ізраїлю Ітамар Бен-Ґвір оголосив, що міністерство закуповує 10 000 гвинтівок для озброєння цивільних груп безпеки, зокрема в прикордонних громадах, змішаних єврейсько-арабських містах і поселеннях на Західному березі. Він додав, що 4 тисячі автоматів, а також шоломи та бронежилети вже закуплені у вітчизняного виробника та мають бути негайно розподілені.
Президент США Байден зазначив на денному брифінгу, що «ХАМАС не виступає за право палестинського народу на гідність та самовизначення. Його заявлена мета - знищення Держави Ізраїль та вбивство єврейського народу» і охарактеризував напад як "акт чистого зла".

#### 11 жовтня
Депутати від фракції «Національна єдність», зокрема колишній міністр оборони Бені Ґанц, Ґаді Айзенкот, Ґідеон Саар, Єхіель Троппер та Іфат Шаша-Бітон приєдналися до Кабінету безпеки Ізраїлю, щоб сформувати Військовий кабінет під головуванням прем'єр-міністра Біньяміна Нетаньяху. Наступного дня Кнесет схвалив їх вступ до коаліційного уряду безпеки та Військового кабінету як міністрів без портфеля. До складу Військового кабінету увійшли Міністр оборони Йоав Ґалант та Бені Ґанц, а міністр стратегічного планування Рон Дермер та Ґаді Айзенкот стали спостерігачами. Решта опозиційних сил (37 % складу парламенту) не приєдналися до розширеного уряду.
Міністерство закордонних справ Ізраїлю надало інформацію про країни, громадяни яких стали жертвами нападу бойовиків ХАМАС. Зазначається, що понад 200 іноземців були убиті, взяті в полон або зникли, серед яких дві особи є громадянами України.
На єдиній електростанції в секторі Гази закінчилося паливо (приблизно через добу після повної блокади Гази, що призвело до припинення постачання газу та інших видів палива).

#### 12 жовтня

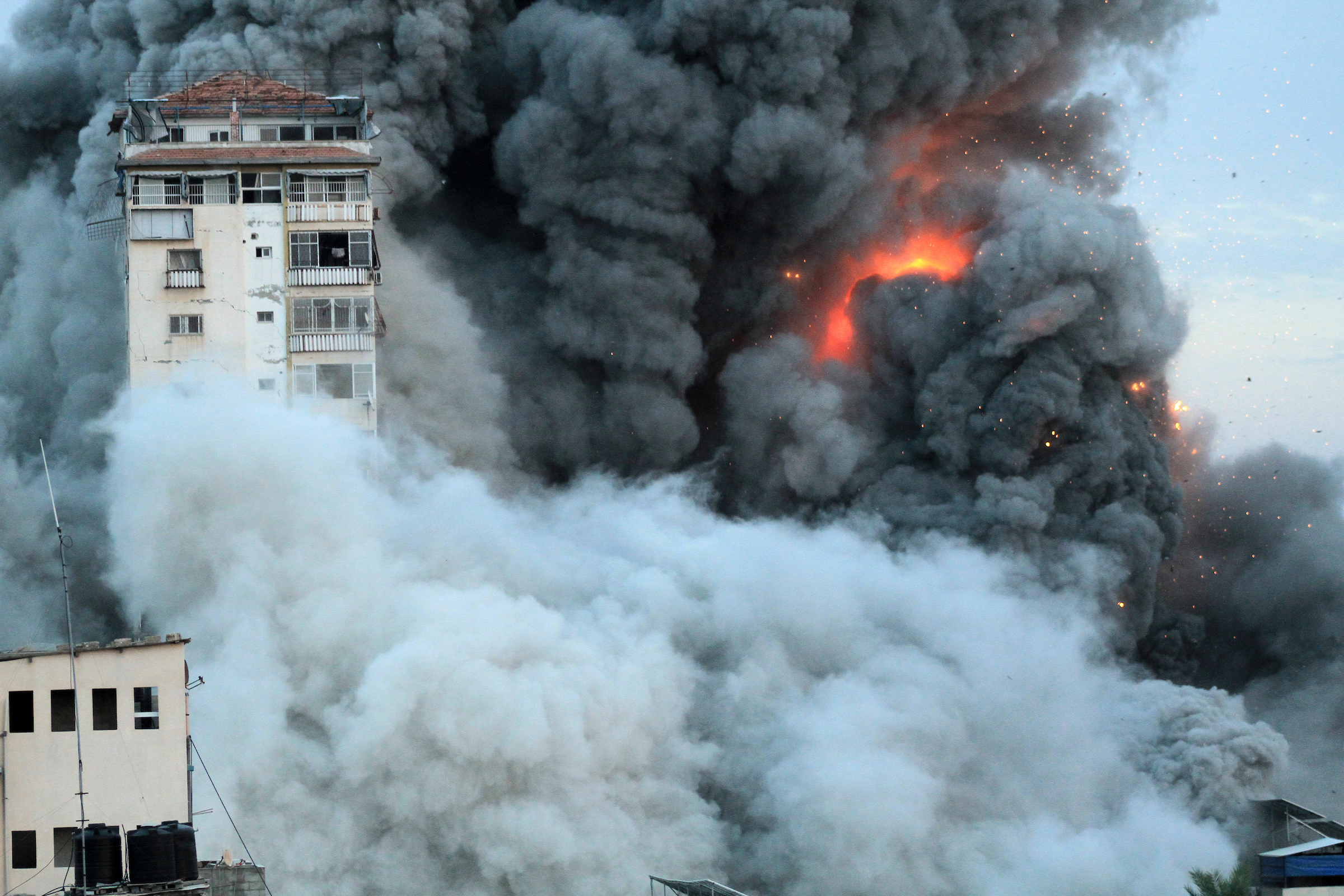
Вежа в центрі Гази, зруйнована в перші години контртерористичної операції ВПС Ізраїлю

Армія оборони Ізраїлю вдарила по елітному підрозділу ХАМАС у секторі Газа.
На півночі сектора Газа було ліквідовано лідера угруповання «Палестинський ісламський джихад» Муса Насіра.
Ізраїль атакував злітно-посадкові смуги в двох міжнародних аеропортах Алеппо та Дамаска, що змусило пасажирський літак Airbus A340-300 з міністром закордонних справ Ірану Хосейном Аміром-Абдоллахіаном на борту, який здійснював дипломатичне турне до Сирії, Лівану, Іраку, приземлитися в Багдаді замість Дамаска.

#### 13 жовтня
Рано вранці ЦАХАЛ випустив попередження про евакуацію громад на північ від ваді Гази, з провінцій Газа та Північна Газа, у південному напрямку протягом наступних 24 годин

#### 14 жовтня
Пресслужба ЦАХАЛ повідомила, що в наслідок удару по оперативному штабу організації Хамас було ліквідовано Мурада Абу Мурада — командира повітряно-десантного підрозділу спецпризначення Нухба.

#### 16 жовтня
Цахал ліквідував командира «південного округу» ХАМАСу. Представник військового крила Хамасу заявив, що вони готові звільнити заручників, «як тільки дозволять умови на місцях».

#### 17 жовтня
Вранці внаслідок удару по лікарні аль-Ахлі загинули сотні людей. Ізраїль звинуватив у вибуху ХАМАС, ракета якого можливо влучила у власну лікарню.

#### 18 жовтня
За інформацією посла Ізраїлю в Україні Михайла Бродського 23 українці загинули внаслідок нападу ХАМАС. Це найбільша після США кількість загиблих іноземців під час нападу.
Міністерство охорони здоров'я Палестини звинуватили Ізраїль в обстрілі лікарні аль-Ахлі, результаті якого загинуло понад 500 пацієнтів.

#### 19 жовтня
Офіційні особи США заявили, що есмінець ВМС США USS Carney збив три крилаті ракети та кілька безпілотників, які прямували в бік Ізраїлю, запущені хуситами в Ємені. Це була перша акція американських військових на захист Ізраїлю з початку війни. Пізніше повідомлялося, що корабель збив чотири крилаті ракети та 15 безпілотників. Повідомляється, що ще одну ракету перехопила Саудівська Аравія.
Понад 60 членів ХАМАСу були заарештовані під час нічних рейдів Ізраїлю на Західному березі річки Йордан, включаючи речника руху на Західному березі річки Йордан Хасана Юсефа.

#### 20 жовтня
Президент Єгипту Абдель Фаттах ас-Сіссі та президент США Джо Байден домовилися про постійне доставлення гуманітарної допомоги до сектору Гази через термінал Рафах.

#### 21 жовтня
Президент США Джо Байден заявив, що однією з причин нападу ХАМАС на Ізраїль було бажання порушити нормалізацію відношень з Саудівською Аравією, яка мала намір визнати Ізраїль.
Ізраїль знову ввів повну блокаду Сектора Гази та готується до наземної операції.

#### 22 жовтня
Жодна з арабських країн не висловила бажання прийняти палестинських арабів в себе, а деякі країни як Єгипет та Йорданія висловлюються стосовно повернення до status quo ante bellum. Тобто на саміті прийняли ліквідацію ХАМАСу, але проти щоб населення Сектора Гази виїхало звідти до них.
Армія оборони Ізраїлю ліквідувала заступника начальника артилерійськими силами бойовиків ХАМАС Мухаммеда Катмаша, який, як вважається, відіграв ключову роль в атаках на Ізраїль, повідомляє пресслужба ЦАХАЛу.

#### 23 жовтня
У сектор Газа прибув другий конвой з гуманітарною допомогою, який складається з 14 вантажівок. Місцеві ЗМІ повідомляють, що конвой не привіз паливо через побоювання з ізраїльської сторони щодо його призначення.
За даними палестинського міністерства охорони здоров'я, кількість загиблих у секторі Гази з 7 жовтня зросла до 4385 осіб.
На евакуацію зі сектору Гази очікують 337 громадян України, але насправді їх у цьому регіоні може бути до 500. Про це сказав посол України в Ізраїлі Євген Корнійчук.

#### 24 жовтня
Президент Франції Емманюель Макрон прибув з візитом солідарності до Ізраїлю. Він закликав до «гуманітарного перемир'я», щоб доставити допомогу населенню Гази і «сприяти звільненню заручників», повідомляє його канцелярія. Нетаньягу заявив президенту Франції, що «ХАМАС — це нові нацисти».
Міністерство охорони здоров'я Гази оцінює кількість загиблих з початку війни в 5791 особу, з яких 704 були вбиті за останні 24 години. Воно також повідомляє, що 12 лікарень і 32 клініки перестали функціонувати.

#### 25 жовтня
На Західному березі річки Йордан палестинські нападники були обстріляні військовими за допомогою безпілотників. Повідомляється про 3 загиблих і 20 поранених.

#### 26 жовтня
До Москви прибув член політбюро палестинського руху ХАМАС Абу Марзук із делегацією, а також заступник міністра закордонних справ Ірану Алі Багері Кані. Ізраїль розкритикував Москву, назвавши запрошення ХАМАС «негідним кроком».

#### 27 жовтня
Ізраїль посилив авіаудари та артилерійські обстріли сектора Гази. Мобільний зв'язок та послуги Інтернету в Газі були майже повністю відключені. Увечері ізраїльські сухопутні сили здійснили широкомасштабне наземне вторгнення до сектору Гази із трьох основних напрямків.
ЦАХАЛ повідомив, що в ніч на 27 жовтня в результаті нічного повітряної атаки в секторі Газа був убитий командир батальйону в західній частині міста Хан-Юніс Мадхат Мудбашер.

#### 28 жовтня

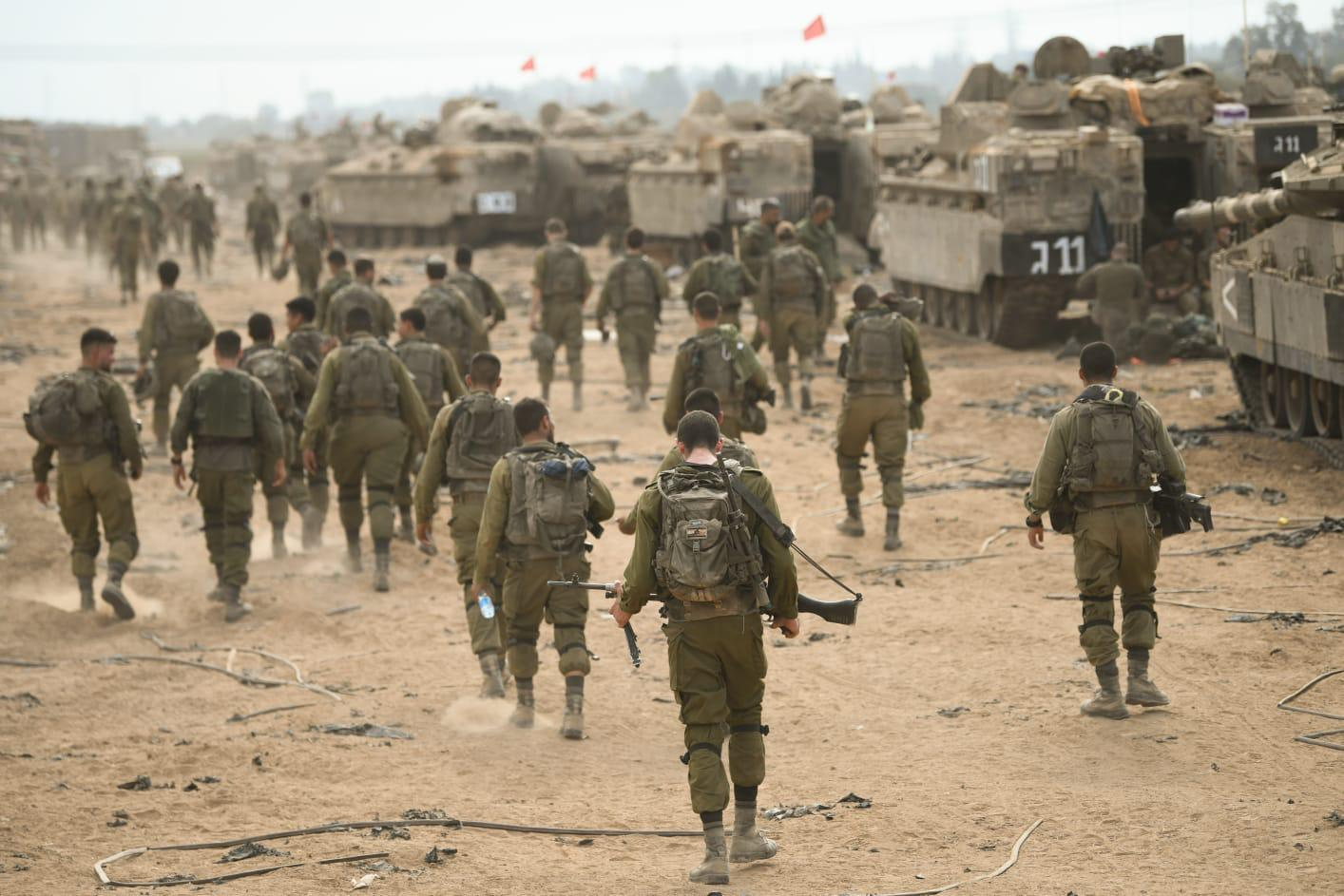
Ізраїльські солдати готуються до наземного вторгнення в сектор Гази, 29 жовтня 2023 року

Влада Ізраїлю заявила про плани відмовлятися від зв'язку Starlink після заяв засновника Ілона Маска, що Starlink допомагатиме міжнародним організаціям у Секторі Газа.

#### 29 жовтня
В ніч на 29 жовтня агенти Шабак, одягнені в традиційний арабський одяг, проникли до квартири в таборі біженців аль-Шаті та визволили ізраїльського солдата, 19-річну Орі Мегідіш, яку утримували одну двоє наглядачів. Рядова Мегідіш здалася в полон 7 жовтня, після того, як Хамас штурмом оволодів військовою базою Нахаль-Оз, де вона несла службу спостерігачем дистанційно керованих веж, зведених в ізраїльському роз'єднувальному бар'єрі.

Ізраїль відновив постачання води до Сектору Гази. Президент Ірану Ібрагім Раїсі заявив що Ізраїль перейшов «червоні лінії» почавши напад на Сектор Газа:
Вашингтон просить у нас нічого не робити, але вони самі надають широкомасштабну підтримку Ізраїлю. США надіслали повідомлення «Осі опору», але отримали чітку відповідь на полі бою.

#### 30 жовтня
ЦАХАЛ оприлюднив дані про втрати у живій силі, згідно з ними, Ізраїль станом на цей день втратив 311 військовослужбовців.

#### 31 жовтня
ЦАХАЛом під час зачистки укріпленого пункту ХАМАС у таборі біженців Джебалія було ліквідовано командира батальйону Ібрагіма Біарі, який, за деякими відомостями, 7 жовтня очолював загін «Накба» під час вторгнення до Ізраїлю.
Повідомляють про два прильоти в Ашдоді на півдні Ізраїлю після удару ХАМАС.
Ємен офіційно оголосив війну Ізраїлю
«Наші збройні сили завдали потужного залпу балістичних і крилатих ракет, а також великої кількості безпілотників з різних цілей в Ізраїлі. Ми продовжимо проводити більш якісні атаки з використанням ракет та безпілотників доти, доки ізраїльська агресія не припиниться», — представник збройних сил Ємену генерал Яхья Саріє Ану.

### Листопад

#### 1 листопада
Єгипет частково відкрив КПП «Рафіах» — до вечора середи Газу залишили близько 320 осіб з подвійним громадянством, також до Єгипту було евакуйовано 81 пораненого, у тому числі 19 у критичному стані.

#### 3 листопада
Ізраїль вислав у південну частину сектора Гази через КПП «Керем-Шалом» тисячі палестинських заробітчан із західного берега ріки Йордан

#### 10 листопада
Міністр оборони Ізраїлю Йоав Галант повідомив, що армія Ізраїлю досягла околиць порту Гази.

#### 13 листопада
Китай, Іран та арабські країни на четвертій сесії Конференції зі створення на Близькому Сході зони, вільної від ядерної зброї та інших видів зброї масового знищення, на тлі заяв 5 листопада міністра уряду Нетаньягу Аміхая Еліягу щодо застосування ядерної бомби у Секторі Гази, закликали Ізраїль якомога швидше приєднатися до Договору про нерозповсюдження ядерної зброї як держава, що не володіє ядерною зброєю, та поставити обидва свої ядерні об'єкти під гарантії Міжнародного агентства з атомної енергії.

#### 29 листопада
Вранці катери ВМС ЦАХАЛу, що знаходяться біля берегової лінії Гази, дали попереджувальний постріл у напрямку палестинських суден, які порушили встановлену для промислу зону.
Офіційні особи США заявили, що есмінець ВМС США USS Carney збив безпілотник Houthi KAS-04, коли есмінець наблизився до протоки Баб-ель-Мандеб. 30 листопада 2023 року саудівські ЗМІ повідомили, що ізраїльський авіаудар спричинив вибух на складі зброї хуситів у Сані, столиці Ємену. Представники хуті спростували цю інформацію, заявивши, що натомість вдарили по АЗС. Член політичного бюро хуситів Хезам аль-Асад заявив, що вибух стався через залишки бомби, що залишилася від громадянської війни в Ємені.

### Грудень

#### 2 грудня
Палестинський лікар із російським громадянством Маджед Хассуна загинув внаслідок ізраїльського авіаудару по місту Газа. За словами його кузена, снаряд потрапив у будинок батька лікаря в районі Шеджая. Громадянин РФ працював у лікарні «Камал Адван» на півночі анклаву.
Військовослужбовці ЦАХАЛ отримали 10 тис. карткових колод по 52 аркуші, на яких зображені лідери ХАМАС на чолі з Ях'єю Сінваром («дама черв'яків») та Мухаммадом Дафом («джокер»). Мета акції — визначити кінцеву мету війни і вивести з рівноваги високопоставлених членів керівництва ХАМАС.

#### 3 грудня
Ізраїль віддав наказ про додаткову евакуацію у другому за величиною місті Гази Хан-Юнісі та його околицях. Пізніше палестинське терористичне угруповання ХАМАС заявило, що його бійці вступили в зіткнення з ізраїльськими військами приблизно за 2 км (1 милю) від південного міста Хан-Юніс.

#### 6 грудня
Рух Хуситів запустив кілька балістичних ракет по ізраїльських військових постах в Ейлаті. Того ж дня USS Mason збив безпілотник, запущений з Ємену. Не було чітких вказівок на те, що саме було його метою.

#### 10 грудня
Росія закликала направити міжнародну моніторингову місію до Гази для оцінки гуманітарної ситуації та заявила, що для Ізраїлю неприйнятно використовувати напад ХАМАС 7 жовтня як виправдання для «покарання палестинського народу».

#### 18 грудня
ВМС Індії розмістили есмінець INS Kolkata в Аденській затоці для безпеки на морі. Есмінець INS Kochi вже був розгорнутий у регіоні для протидії сомалійським піратам, хоча уряд Індії зберігає мовчання щодо його участі в операції Prosperity Guardian.

## 2024

### Січень

#### 1 січня
Міністерство охорони здоров'я сектору Газа оголосило, що щонайменше 156 палестинців було вбито внаслідок ізраїльських атак за останні 24 години, внаслідок чого кількість загиблих досягла 21 978 людей.
Військовослужбовці 7-ї бронетанкової бригади «Саар мі-Голан» та 84-ї піхотної бригади «Гіваті» захопили в Хан-Юнесі штаб військової розвідки ХАМАС у південній частині сектору Газа та штаб «Ісламського джихаду».

#### 2 січня
В результаті авіаудару в районі Дахі в Бейруті (Ліван) було вбито Салеха аль-Арурі, заступника керівника політбюро ХАМАС і одного з організаторів нападу ХАМАС на Ізраїль. Разом з аль-Арурі було вбито ще шістьох людей, зокрема високопоставлених бойовиків ХАМАС.
ЦАХАЛ встановив повний контроль над «Східною базою» ХАМАС у м. Газа — комплексом з 37 будівель, а також підземних бункерів та тунелів; ЦАХАЛ оголосив про зміну стратегії та початок нового етапу операції.

#### 5 січня
Йеменські хусити вперше з початку війни в секторі Газа застосували проти суден у Червоному морі безпілотний катер-камікадзе. Він вибухнув за дві милі від цілі.

#### 8 січня
ЦАХАЛ заявив, що знищив Хасана Хакашу, центрального члена ХАМАС у Сирії, який відповідав за ракетні обстріли Ізраїлю. Вбивство сталося у Бейт-Джинні.

#### 11 січня
Рада Безпеки ООН ухвалила резолюцію, яка засуджує агресію хуситів у Червоному морі. За неї проголосували 11 членів Ради Безпеки, які голосували проти не було, чотири члени утрималися (Алжир, Китай, Мозамбік та Росія).

#### 12 січня

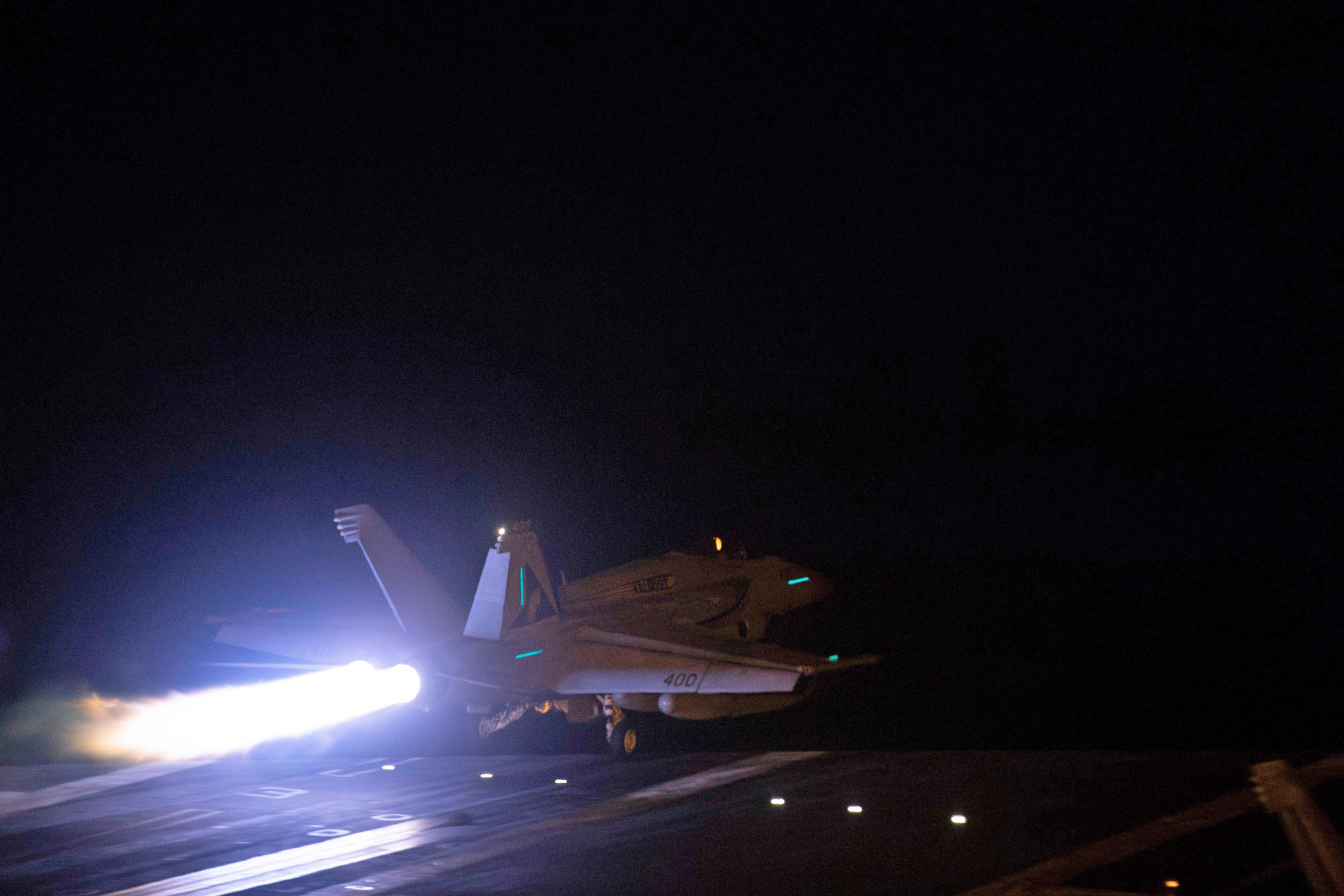
Літак ВМС США F/A-18 злітає з авіаносця для завдання ударів по об'єктах в Ємені

США та Велика Британія завдали авіаударів по більш ніж дюжині цілей хуситів у Ємені за підтримки багатьох інших країн лише через кілька годин після того, як лідер угруповання пообіцяв, що будь-який американський напад на його сили «не залишиться без відповіді». Ці удари були першими ударами по цілях хуситів у Ємені з початку кризи в Червоному морі. За словами Ях'ї Сарі, 73 удари завдали по п'яти регіонам Ємену, убивши п'ятьох бойовиків-хуситів і поранивши ще шестеро.

#### 28 січня
Сили США захопили сучасну зброю та іншу летальну допомогу з Ірану, які прямували до районів Ємену, що утримувалися хуситами, на судні в Аравійському морі.

#### 30 січня
Військові ЦАХАЛу під виглядом медпрацівників та пацієнтів провели рейд у лікарні «Ібн-Сіна» у місті Дженін на Західному березі річки Йордан, вбивши трьох палестинських бойовиків, які перебували в ХАМАСі та «Ісламському джихаді».

### Лютий

#### 14 лютого
Начальник штабу Армії оборони Ізраїлю Герці Галеві та голова Shin Bet Ронен Бар відвідали Каїр, щоб запевнити єгипетських офіційних осіб, що будь-який військовий наступ на Рафах не призведе до переміщення палестинців через кордон до Єгипту.

#### 18 лютого

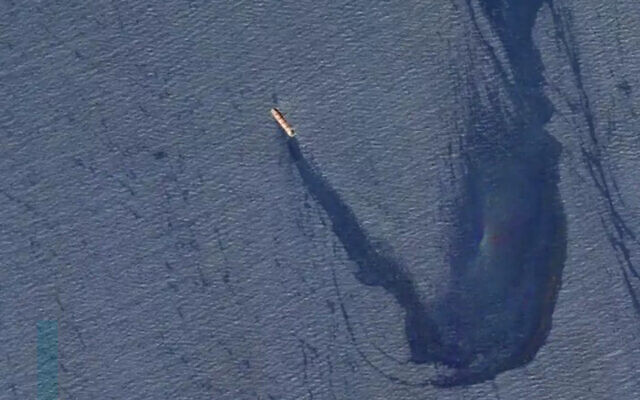
Паливо, що розлилося з пошкодженого судна Rubymar

Суховантажне судно Rubymar, що йшло під прапором Беліза з ОАЕ до Болгарії, зазнало серйозних пошкоджень внаслідок ракетної атаки хуситів. Екіпаж був змушений терміново залишити судно.

#### 22 лютого
Один ізраїльтянин був убитий і щонайменше вісім отримали поранення, коли троє палестинських бойовиків відкрили вогонь по автомобілістам в Маалє-Адумім. Двоє бойовиків було вбито, ще одного заарештовано. У відповідь на напад Ізраїль затвердив план будівництва близько 3000 будинків у поселеннях Західному Березі.

#### 25 лютого
25 лютого 2024 року військовослужбовець Військово-повітряних сил США Аарон Бушнелл, вигукуючи «Свободу Палестині!», підпалив себе біля будівлі посольства Ізраїлю у Вашингтоні.

#### 26 лютого
Міністр економіки Ізраїлю Нір Баркат зустрівся з міністром торгівлі Саудівської Аравії Маджідом бін Абдаллою Аль-Касабі під час міністерської конференції Світової організації торгівлі (СОТ) в Абу-Дабі, Об'єднані Арабські Емірати. «Ізраїль зацікавлений у мирі з країнами, які прагнуть миру, і ми можемо творити історію разом», — сказав Баркат своєму колезі,.

#### 29 лютого
В Москві між головою МЗС Сергієм Лавровим і представниками палестинських політичних сил (терористами різних груп). Кремль не полишає спроб об'єднати під собою в рамках Організації визволення Палестини терористів різних мастей. Виступ Лаврова здивував Ізраїль твердженням, що Ісус Христос народився в Палестині.
Президент США Джо Байден заявив, що сподівається на припинення вогню між Ізраїлем і ХАМАС до понеділка, і що Ізраїль погодився припинити бойові дії в Газі під час священного для мусульман місяця Рамадан, якщо буде досягнуто угоди про звільнення заручників. Ізраїльські офіційні особи публічно не підтвердили таку угоду, а речник офісу прем'єр-міністра відмовився від коментарів.

### Березень

#### 1 березня
Внаслідок вибуху саморобного вибухового пристрою в Хан-Юнісі було поранено 14 солдатів, шестеро з них — серйозно, а також загинули сержанти Інон Іцхак, Афік Тарі та Дольов Малка, які служать 90-му батальйону «Нахшон», що входить до складу бригади «Кфір».

#### 2 березня
Аббас Ахмед Халіл, терорист «Хезболли» і онук лідера «Хезболли» Хасана Насралли, був убитий під час ізраїльського авіаудару по південному Лівану. Вантажне судно M/V Rubymar, що плавало під прапором Белізу та належало Великій Британії, і було вражене ракетою хуситами два тижні тому біля узбережжя Ємену в південній частині Червоного моря повністю затонуло.

#### 8 березня
Три ракети були випущені із сектора Газа по місту Сдерот.
Фінляндія оголосила, що країна направить двох солдатів для підтримки операції «Страж процвітання», на додаток до підтримки операції «Aspides» під керівництвом Європейського союзу.

#### 10 березня
Внаслідок ізраїльського авіаудару по підземниму об'єкту у Нусейраті, в центральній частині Гази, загинув «третій номер» в ієрархії ХАМАС Марван Ісса, заступник голови Бригад аль-Кассам. З ним загинув Газі Абу Тамаа, старший член військової ради ХАМАС.

#### 23 березня
23 березня хусіти завдали ракетного удару по гонконгському танкеру Huang Pu (115459 т, прапор Панами), що прямував з порту Усть-Луга до Індії з вантажем російської нафти, помилково прийнявши його за британське судно. На танкері спалахнула пожежа, яка була погашена протягом 30 хвилин.

#### 31 березня
Голова Об'єднаного комітету начальників штабів США Чарльз Браун запропонував альтернативи наступу ЦАХАЛу на Рафах, закликавши уряд Ізраїлю відмовитися від наступу.

### Квітень

#### 1 квітня
Семеро співробітників (палестинець, громадяни Австралії, Польщі, Великої Британії та волонтер з подвійним громадянством США та Канади) благодійної організації World Central Kitchen, яка займається наданням безкоштовного харчування постраждалим від різних стихійних лих, загинули внаслідок ізраїльських авіаударів з безпілотних апаратів по їх автомобілях в той момент, коли вони знаходилися на південь від Дейр-ель-Балаха в центральній частині сектора Гази. Влада Ізраїлю висловила співчуття та пообіцяла провести ретельне розслідування. Розслідування з'ясувало, що ті, хто схвалив удари, були переконані, що вони націлені на озброєних бойовиків ХАМАСу. Було повідомлено, що офіцерів, які безпосередньо відповідають за ці удари, будуть усунені з посад, а голові Південного командування Армії оборони Ізраїлю оголосять догану.
Ізраїльська авіація завдала удару по прибудові до іранського консульства в Дамаску, Сирія, в результаті якого загинуло 16 осіб, зокрема бригадний генерал Мохаммад Реза Захеді, старший командир сил «Кудс» Корпусу вартових ісламської революції (КВІР), і сім інших офіцерів КВІР.

#### 7 квітня
Армія Оборони Ізраїлю підбила попередні підсумки 6 місяців війни з ХАМАС:.
- Знищено близько 1000 терористів на території Ізраїлю під час нападу 7 жовтня;
- Знищено понад 13 тисяч терористів ХАМАС і членів інших терористичних угруповань;
- Вбито п'ять командирів бригад, понад 20 командирів батальйонів, понад 100 командирів рот ХАМАСу та оперативників;
- Убито понад 330 терористів, «Хезболли» в Лівані, зокрема 30 командирів;
- З 7 жовтня загинули 604 солдати, резервісти ЦАХАЛу і співробітники місцевих служб безпеки, ще 3 193 дістали поранення;
- З них 260 осіб загинули і 1552 дістали поранення під час наземного наступу в Газі;
- 41 солдат ЦАХАЛу загинули внаслідок дружнього вогню в Газі та інших нещасних випадків, пов'язаних із військовими діями.

ЦАХАЛ вивів усі свої наземні війська з південної частини сектору Газа, щоб, згідно з офіційною заявою, «відновитися та підготуватися до майбутніх операцій». У регіоні залишилася лише одна піхотна бригада. Після виведення ізраїльської армії сотні тисяч палестинців, раніше переселених у Рафах, повернулися до своїх будинків.

#### 10 квітня
ВПС Ізраїлю завдали удару по трьом бойовикам ХАМАС, внаслідок чого постраждали сини Ісмаїла Шанії, голови політбюро ХАМАС: Амір Ганія, командир осередку бригад аль-Кассам, і двоє бойовиків — Мухаммед Ганія та Хазем Ганія.

#### 28 квітня
У центрі сектора Газа, внаслідок дружнього вогню загинуло двоє старших сержантів резерву: Ідо Авів, боєць батальйону 9232, що входить до складу 434-ї бронетанкової бригади «Іфтах», і Калкідан Мехарі боєць 223-го батальйону, який входив до складу бригади «Кармелі». Розслідування показало, що під час бою з бойовиками ХАМАС, командир танка 679-ї бригади запідозрив, що в одній із будівель перебувають терористи, і наказав обстріляти його. В результаті, Авів та Мехар убиті, ще троє бійців отримали поранення.

### Травень

#### 3 травня
Йеменські хусити оголосили про готовність атакувати всі пов'язані з Ізраїлем кораблі не лише у Червоному, а й у Середземному морі.

#### 5 травня
Під час масованого обстрілу кібуца Керем-Шалом загинули троє старших сержантів: Таль Шавіт, боєць 931-го батальйону бригади «Нахаль», та двоє бійців батальйону «Шакед» бригади «Гіваті» — Ідо Теста та Рубен Марк Мордехай Ассулінн.

#### 7 травня
Вночі ЦАХАЛ було взято під контроль палестинську сторону КПП «Рафах». Пізніше було випущено заяву з повідомленням про початок точкової контртерористичної операції у східному районі Рафаха. У відповідь США призупинили постачання бомб до Ізраїлю. Держдепартамент повідомив про можливе порушення Ізраїлем міжнародного права під час операції у Секторі Газа і запропонував Тель-Авіву обмін розвідданими в обмін на відмову атакувати Рафах. Надалі Ізраїль продовжував операції в Рафаху попри заборону Міжнародного кримінального суду.

#### 11 травня
Один із заручників, що знаходяться в секторі Газа, помер від отриманих поранень при нальоті ВПС Ізраїлю. У заяві Бригад аль-Кассам говориться, що удару було завдано більше місяця тому, внаслідок чого п'ятдесятиоднолітній полонений Надав Попллуелл, який мав громадянство Великобританії, помер через неможливість надання інтенсивної медичної допомоги.

#### 20 травня
Міжнародний кримінальний суд видав ордери на арешт Йоав Ґаланта і Беньяміна Нетаньягу за злочини проти людства на території Палестини (сектора Гази), вчинені після 7 жовтня 2023 року.

#### 24 травня
Суд Гааги вимагає від Ізраїлю припинити наступ на Рафах, судді визнали, що в Рафасі склалася катастрофічна гуманітарна ситуація. При цьому радник Білого дому з нацбезпеки Джейк Салліван тиснув на Ізраїль з метою змусити його обмежити військову операцію в Секторі Газа.

#### 26 травня
ХАМАС обстріляв Ізраїль з Рафаху, це сталося вперше за чотири місяці.
Армія оборони Ізраїлю завдала удару по табору біженців у Рафаху, в результаті якого, за даними Міністерства охорони здоров'я Гази, загинуло 45 осіб, ще близько 200 осіб отримали поранення. За словами прес-аташе ізраїльської армії Хагарі, високоточний 17-кілограмовий боєприпас, яким завдано удару по двох членах ХАМАС, не міг викликати таких наслідків. Хагарі вважає, що пожежа виникла через детонацію складу боєприпасів, яка могла бути розміщена в таборі. Він також зазначив, що удару було завдано по меті, розташованої за рамками окресленої ізраїльтянами зони безпеки.

#### 30 травня
На КПП «Хава-Шеш» при в'їзді в Наблус, недалеко від поселення Ітамар, стався автомобільний теракт, внаслідок якого загинули двоє бійців бригади «Кфір»: Дієго Швіша Харсадж та Елія Гілельь.

### Червень

#### 3 червня
Володимир Зеленський на конференції «Діалог — Шангрі Ла» заявив, що Україна визнає і Ізраїль, і Палестину, і зробить усе, щоб Ізраїль зупинився, щоб закінчився конфлікт, і щоб цивільні не страждали.

#### 5 червня
Під час вибуху безпілотника поблизу ліванського кордону загинув старший сержант-резервіст Рафаель Каудерс, службовець 5030-го батальйону 228-ї бригади «Алон».

#### 6 червня
Близько 4:20 ранку, під час сильного туману, група із чотирьох бойовиків ХАМАС спробувала проникнути на територію Ізраїлю через «стерильну зону» між поселеннями Рафах та Керем-Шалом. Їх помітили солдатки-спостерігачки, за сигналом яких о 5:00 на місце був викликаний загін патрульних слідопитів, який зазнав обстрілу з гранатометів і стрілецької зброї за чотириста метрів від прикордонного паркану. Двоє бойовиків були знищені з повітря, один — з танка, четвертому вдалося втекти в Рафаху, де він розшукується. У перестрілці загинув старший сержант Зіяд Мазаріб.

#### 10 червня
Під час оперативних дій у Шабурі (район Рафаха) бійці бригади «Гіваті» зазнали комбінованої атаки бойовиків — з боку житлової будівлі, ринку та центральної траси. Під час бою, бійці ЦАХАЛ закинули вибухівку до 3-поверхової будівлі, що, ймовірно, активізувало закладені в будівлі вибухові пристрої. Відбувся потужний вибух, будова обрушилася на військовослужбовців. В результаті загинули четверо бійців бригади: майор Таль Пшебільскі-Шаулов, старший сержант Ейтан Карлсбрун, сержанти Альмог Шалом та Яїр Левін, онук голови партії «Зеут» та колишнього депутата кнесета Моше Фейгліна. Ще одинадцять бійців отримали поранення, зокрема п'ятеро — тяжкі. У ЦАХАЛі вважають, що будівля була над тунельною шахтою. Також встановлено, що будинок, що вибухнув, належить бойовику ХАМАСу, який був причетний до викрадення Гілада Шаліта.

#### 12 червня
Балкер MV Tutor, що перевозив вугілля, був атакований хуситами, команда була евакуйована, але одна людина померла, пізніше корабель затонув.

#### 17 червня
Єменський рух «Ансар Аллах» заявив про чергову атаку в Червоному та Аравійському морях. Представник хуситів Яхья Сареа повідомив, що ударів було завдано у бік есмінця військово-морських сил США, а також по двох комерційних судах.

#### 18 червня
ЦАХАЛ підбив проміжні підсумки операції в Рафаху, що розпочалася 40 днів тому: 162-а дивізія повністю контролює кордон з Єгиптом (Філадельфійський коридор) та деякі райони Рафаха — Бразильський, Тель-Султан та Шабура. За час операції знищено 550 терористів. За оцінками військових, два з чотирьох батальйону ХАМАС практично розгромлені, а два продовжують опір, але вже виснажені.

#### 20 червня
Під час мінометного обстрілу коридору Нецарим загинули старшини Омер Смаджа, син дзюдоїста Шай-Орена Смаджі, та Сааддя Яаков Дері, бійці 9203-го батальйону бригади «Олександроні». Під час обстрілу зазнали поранень ще п'ятеро солдатів, у тому числі троє — важкі.

### Липень

#### 8 липня
8 липня офіційний представник іранського МЗС Насер Канаані повідомив, що Іран надасть допомогу Лівану у разі агресії з боку Ізраїлю.

#### 18 липня
З боку Ємену безпілотником атакували Тель-Авів. Внаслідок нападу загинула одна людина і вісім отримали незначні поранення.

#### 20 липня
Ізраїльські ВВС бомбили нафтосховища та електростанцію в єменському порту Ходейда у відповідь на удар безпілотника хуситів по м. Тель-Авів. Про жертви не повідомлялося.

#### 27 липня
Внаслідок ізраїльського удару по школі в місті Дейр-ель-Балах (Сектор Гази), де перебували біженці, загинуло принаймні 30 людей, у тому числі 15 дітей, поранено понад 100 людей. Загалом з початку війни в Газі, за даними контрольованого ХАМАС міністерства охорони здоров'я, загинуло 39 тисяч палестинців.
Хезболлою з території Лівану було атаковано ракетами селище Мадждаль-Шамс на Голанських висотах, що на півночі Ізраїлю. Серед 11 загиблих — діти та підлітки віком від 10 до 20 років, ще 34 людини поранені. Деякі із запушених ракет вдарили по футбольному полю, де у цей час були люди.

#### 31 липня
Політичний лідер ХАМАС Ісмаїл Ганія був вбитий разом з одним зі своїх охоронців у Тегерані, куди він приїхав зі своєї резиденції в Катарі, щоб бути присутнім на церемонії інавгурації нового президента Ірану Масуда Пезешкіяна.

### Серпень

#### 7 серпня
Єменські хусити атакували контейнеровоз Contship Ono під прапором Ліберії та два американські есмінці.

### Вересень

#### 6 вересня
Американська пропалестинська активістка турецького походження Аїша Нур Езгі загинула від поранення, отриманого під час заворушень у селі Байта поблизу міста Шхем. Вона була доставлена до лікарні у Шхемі, де лікарі констатували її смерть. Палестинські джерела наполягають на тому, що активістку було поранено внаслідок дій АОІ. Прес-служба АОІ оозлідує цей інцидент.

#### 17 вересня
Масові вибухи комунікаційних пристроїв бойовиків «Хезболли» в Лівані та Сирії.

#### 20 вересня
Внаслідок ізраїльського авіаудару в південному передмісті Бейрута був вбитий Ібрагім Акіл, командувач сил спеціальний операцій Хезболли. Окрім Акіла, ударом було ліквідовано також весь вищий оперативний склад і керівництво спецзагону "Радван"..

#### 24 вересня
Прес-секретар ЦАХАЛу контр-адмірал Даніель Хагарі закликав до евакуації ліванців із районів, де бойовики «Хезболли» зберігають своє озброєння. Це попередження арабською мовою було поширене на всіх платформах у соціальних мережах.
ЦАХАЛ оголосив про початок «запобіжної наступальної операції» проти «Хезболли». Операція отримала назву «Стріли півночі».
Ізраїль завдав цілеспрямованого авіаудару по опорному пункту Хезболли на півдні Бейрута, в результаті якого загинуло шість і було поранено п'ятнадцять осіб. Внаслідок авіаудару загинув Ібрагім Кубісі — керівник ракетного корпусу Хезболли, а три поверхи будівлі, в якій він перебував, було зруйновано.

#### 27 вересня
Єменські хусити атакували три американські військові есмінця в Червоному морі.

### Жовтень

#### 3 жовтня
Ізраїль завдав авіаудару по авіабазі Хмеймім у Сирії. Метою атаки могла бути зброя, призначена для Хезболли.

#### 13 жовтня
Хезболла обстріляла Ізраїль десятками снарядів, частину цілей збило ППО, решта ракет впала на відкритій місцевості. Один БПЛА дістався цілі, поранивши понад 60 людей. Внаслідок повітряної атаки із БПЛА постраджала військова база поблизу Біньяміни, загинули чотири ізраїльські солдати, 7 поранено..

#### 16 жовтня
ЦАХАЛ ліквідував у Секторі Газа трьох терористів, одним із них ймовірно був лідер ХАМАС Яхья Сінвар. Також ЦАХАЛ ліквідував командира Хезболли Джалала Мустафу Харірі, командира угруповання в районі Кана на півдні Лівану.

#### 21 жовтня
ЦАХАЛ обстріляв південь Бейруту, зокрема, банк, що фінансує Хезболлу.

### Листопад

#### 2 листопада
Центральні регіони Ізраїлю обстріляли ракетами з Лівану, пошкоджено будівлю, поранені 11 людей.

## 2025

### Січень

#### 1 січня
ХАМАС запустив ракети з Сектору Газа по південних районах Ізраїлю.

#### 2 січня
Ізраїльська авіація вдарила по місту Хан-Юніс у Секторі Газа, було ліквідовано главу сил внутрішньої безпеки ХАМАС Хасама Шахвана.

#### 9 січня
Силами ЦАХАЛ ліквідовано командира батальйону ХАМАС «Сабра» Усаму Абу Намоса, який керував нападами на війська ЦАХАЛ у районі коридору Нецарим – зони ізраїльської окупації, що ділить сектор Газа посередині. Внаслідок додаткового авіаудару було знищено Махмуда ат-Тарка, заступника командира батальйону, та двох командирів рот.

#### 15 січня
BBC перша заявила про те, що Ізраїль і Хамас досягли угоди про припинення вогню в Газі та звільнення заручників. Самі бойові дії повинні закінчитися 19 січня 2025 року..

#### 21 січня
Ізраїль розпочав антитерористичну операцію на Західному березі Йордану.

### Лютий

#### 17 лютого
Ізраїль вдарив по місту Сайда в Лівані, ліквідувавши високопоставленого командира ХАМАС Мухаммада Шахіна.

### Травень

#### 6 травня
США та єменські хусити досягли угоди про припинення вогню за посередництва Оману, президент США Дональд Трамп заявив, що хусити повідомили США, що вони більше не завдаватимуть ударів по морським судам, і тому США припинять зі свого боку удари по цілям хуситів.

#### 16 травня
Початок операції «Колісниці Гідеона».